# Шлюз № 6
Шлюз № 6 — населенный пункт в Кирилловском районе Вологодской области при впадении Шолекши в Порозовицу.
Входит в состав Николоторжского сельского поселения, с точки зрения административно-территориального деления — в Волокославинский сельсовет.
Расстояние до районного центра Кириллова по автодороге — 41 км, до центра муниципального образования Никольского Торжка по прямой — 11 км. Ближайшие населённые пункты — Степучево, Коньково, Василево.
По переписи 2002 года население — 2 человека.